# 福岡サンパレス
福岡サンパレス（ふくおかサンパレス）は、1981年5月1日に開業した福岡県福岡市博多区築港本町にあるホテルおよびコンサートホールからなる複合施設である。コンサートなどのイベント会場名として福岡サンパレス ホテル&ホールと表記される場合がある。

## 概要
博多港に接する立地にあり、隣には福岡国際センターと福岡国際会議場が、近接地にはマリンメッセ福岡があり、一帯はコンベンション・センターエリアとして整備されている。そのほか周辺施設として、ベイサイドプレイス博多埠頭、ビートル等の博多-釜山間国際旅客船発着場である博多港国際ターミナルがある。
同一建屋内に結婚式場・ホテル・会議室なども存在する。そのことから最近ではホールのステージを利用した「ホールウエディング」などの企画も行っている。
元々は旧労働省所管の特殊法人である雇用促進事業団（現・独立行政法人雇用・能力開発機構）が整備した勤労者福祉施設「福岡勤労者福祉センター」で、雇用促進事業団と財団法人福岡勤労者福祉センターが施設を共有し、（財）福岡勤労者福祉センターが管理・運営していたが、国の行政改革の一環に伴い全国の勤労者福祉施設が売却されるのに合わせて2004年9月に福岡市が両団体から施設を買い取り、同年10月1日からは辛子明太子製造・販売を行うふくやが設立した子会社「株式会社福岡サンパレス」が福岡市からの有償貸与を受けて管理・運営を行っている。ふくやはシーホークホテル&リゾート（現・ヒルトン福岡シーホーク）などダイエー系のホテル運営に携わってきた中川百合雄を起用し経営改善に着手、それまでの累損を一掃し借入金の全額返済を成し遂げ経営再建を果たしている。
かつてはKBC新人歌謡音楽祭やNHK福岡放送局『熱血!オヤジバトル』が行われていた。
ホテル屋上にはTVQ九州放送と福岡放送がお天気カメラを設置している。

## 施設概要
- ホール部分
  - 座席数 2,316席
    - 1階:1,468席（オーケストラピット:124席）、2階席:360席、3階席:488席、※車いすコーナー:6席

  - 舞台部分面積 917平方メートル
  - 客席部分面積 1階:1,106平方メートル、2階:294平方メートル、3階:429平方メートル